# Neelus incertus
Neelus incertus är en urinsektsart som först beskrevs av Boener 1903.  Neelus incertus ingår i släktet Neelus och familjen dvärghoppstjärtar. Inga underarter finns listade i Catalogue of Life.